# Heilige-Familiekerk (Sint-Niklaas)
De Heilige-Familiekerk is een rooms-katholiek kerkgebouw in de Oost-Vlaamse stad Sint-Niklaas, gelegen aan de Hertenstraat 101.
De kerk werd gebouwd voor de wijk Koningin Fabiolapark in de stijl van het naoorlogs modernisme.
Christus Koningkerk · 
Don Boscokerk · 
Heilige Familiekerk · 
Heilige Pastoor van Arskerk · 
Onze-Lieve-Vrouw-ten-Boskerk · 
Onze-Lieve-Vrouw-van-Bijstand-der-Christenenkerk · 
Sint-Andreas- en Ghislenuskerk · 
Sint-Antoniuskerk · 

Sint-Catharinakerk · 
Sint-Jan-de-Doperkerk · 
Sint-Jobkerk · 
Sint-Jozefskerk · 
Sint-Nicolaaskerk
Voormalige kerken:
Heilig-Hartkerk · 
Sint-Franciscuskerk